# Penn, Pennsylvania
Penn là một thị trấn thuộc quận Westmoreland, tiểu bang Pennsylvania, Hoa Kỳ. Năm 2010, dân số của thị trấn này là 475 người.